# Conrado F. Rucker
Conrado F. Rucker war ein uruguayischer Politiker.
Rucker, der der Partido Colorado angehörte, saß zunächst für das Departamento Montevideo in der 18. Legislaturperiode vom 30. Oktober 1895 bis zum 14. Februar 1897 als stellvertretender Abgeordneter in der Cámara de Representantes. In der darauffolgenden Legislaturperiode hatte er vom 15. Februar 1897 bis zum 10. Februar 1898 ein Titularmandat als Repräsentant des Departamento Treinta y Tres inne. Erneut war er in der 22. und 23. Legislaturperiode in den Zeiträumen  4. April 1907 bis 14. Februar 1908 und 13. Februar 1909 bis 14. Februar 1911 stellvertretender Abgeordneter für Montevideo. Für eben jenes Departamento nahm er dann von Beginn der 24. Legislaturperiode an nochmals ein Titularmandat in der Abgeordnetenkammer wahr. Dieses endete am 14. Februar 1914.